# Cedyński Park Krajobrazowy
Cedyński Park Krajobrazowy – park krajobrazowy położony w województwie zachodniopomorskim, wchodzi w skład Zespołu Parków Krajobrazowych Województwa Zachodniopomorskiego (wcześniej w skład Zespołu Parków Krajobrazowych Doliny Dolnej Odry). Park obejmuje teren o powierzchni 308,5 km², zaś jego otulina zajmuje 531,2 km².
W granicach parku znajdują się:
- Puszcza Piaskowa
- Wzgórza Krzymowskie
- Wzgórza Moryńskie
- Karpaty Cedyńskie
- Żuławy Cedyńskie
- Lasy Mieszkowickie

## Ochrona przyrody

### Rezerwaty przyrody
Na terenie parku znajduje się 9 rezerwatów przyrody:
- „Bielinek”
- „Dąbrowa Krzymowska”
- „Dolina Świergotki”
- „Gęsi Bastion pod Starą Rudnicą”
- „Jeziora Siegniewskie”
- „Olszyna Źródliskowa pod Lubiechowem Dolnym”
- „Olszyny Ostrowskie”
- „Wrzosowiska Cedyńskie im. inż. Wiesława Czyżewskiego”
- „Słoneczne Wzgórza”

### Inne
- zespoły przyrodniczo-krajobrazowe: „Dolina Słubi”, „Bór Bagienny”, „Źródliska koło Cedyni”[1]
- użytki ekologiczne: „Kostrzyneckie Rozlewisko”, „Torfowisko Mszarne” i inne[1]

## Turystyka
- Cedynia
- Moryń
- Dolina Miłości w Zatoni Dolnej
- Góra Czcibora (pomnik Bitwy pod Cedynią)
- Rejon Pamięci Narodowej Siekierki – Stare Łysogórki – Gozdowice – Czelin

Szlaki turystyczne, punkty widokowe, rezerwaty i pomniki przyrody koncentrują się przede wszystkim w Puszczy Piaskowej i Lasach Mieszkowickich.